# Tibiceninae
Tibiceninae é uma subfamília de cigarras dentro da família Cicadidae.